# Language Creation Society

Logo der Language Creation Society mit dem Turm von Babel

Die Language Creation Society (LCS, deutsch: Sprachschöpfungsgesellschaft) ist eine gemeinnützige Organisation, die gegründet wurde, um künstliche Sprachen (Conlangs) zu fördern, Conlangern (Erfinder künstlicher Sprachen) Unterstützung zu bieten und die Öffentlichkeit über künstliche Sprachen und die Conlang-Community zu informieren.
Sie fungiert auch als Vermittler für Kulturschaffende, die künstliche Sprachen für fiktionale Werke suchen, und für Conlanger, die Arbeit suchen. 

## Flagge
Das Logo der Language Creation Society zeigt den Turmbau zu Babel mit der aufgehenden Sonne im Hintergrund. Der Slogan lautet „Fiat Lingua“ (lateinisch: Es werde Sprache).

## Ziele
Die Language Creation Society möchte „Conlangs und Conlang-Projekte fördern, indem sie Conlangern Plattformen zur Veröffentlichung hochwertiger Arbeiten von Interesse für die Community bietet, das Bewusstsein für Conlanging in der Öffentlichkeit schärft, Arbeit für professionelle Conlangern und Personen aus der Unterhaltungsbranche organisiert, die ihren alternativen Sprachen mehr Tiefe verleihen möchten, und einen zentralen Ort für vertrauenswürdige Kontakte und Informationen zum weiteren Lernen bereitstellt.“

## Dienstleistungen
Anfragen von Interessenten, ihre Bedürfnisse und die Art(en) von Conlangern beschreibt, die sie suchen, wird an eine Liste von Conlangern weitergeleitet, die auf der Suche nach Arbeit sind. Die bei den Conlangern eingereichten Vorschläge werden dann von einem Gremium aus Freiwilligen geprüft, die sich nicht für diese Arbeit bewerben. Die von den Prüfern als am besten befundenen Vorschläge werden dann an den Kunden weitergeleitet, der einen davon auswählt, der von seinem Schöpfer weiterentwickelt werden soll.
Bislang wurde die Language Creation Society von HBO beauftragt und hat David J. Peterson mit der Entwicklung der Dothraki-Sprache für die Serie Game of Thrones beauftragt, die auf der epischen Fantasy-Reihe A Song of Ice and Fire von George R. R. Martin basiert. Olivier Simon wurde von LCS ausgewählt, um die „Leosprache“ für den deutschen Film Der Liebe Leo zu entwickeln.
Die offizielle Sprache der Organisation ist Englisch.

## Unterstützung durch die Gemeinschaft
Viele Online-Conlangers und -Communities existieren bereits vor der Language Creation Society und sind unabhängig davon. Die LCS bietet Webhosting für eine Reihe von gemeinschaftsorientierten Projekten für Anfänger, darunter den Conlang Atlas of Language Structures, einen Mirror der Archive der CONLANG-Mailingliste, einen Aggregator für Conlang-Blogs und das Hosting von Dateien erloschener Conlang-Websites, zusätzlich zum Hosting von Conlang-Websites für einzelne Mitglieder.
Die Language Creation Society veranstaltet außerdem ungefähr alle zwei Jahre internationale Konferenzen:
1. 2006 (Berkeley, Kalifornien),
2. 2007 (Berkeley, Kalifornien),
3. 2009 (Providence, Rhode Island),
4. 2011 (Groningen, Niederlande),
5. 2013 (Austin, Texas),
6. 2015 (Horsham, Vereinigtes Königreich),
7. 2017 (Calgary, Kanada),
8. 2019 (Cambridge, Vereinigtes Königreich),
9. 2021 (online)
10. 2023 (online)
11. 2025 (College Park, Maryland)

## Mitglieder
Mehrere Mitglieder und assoziierte Mitglieder des Language Creation Society wurden als Sprachberater engagiert. Bill Welden war Berater für die Herr der Ringe-Trilogie im Bereich Elbisch. Viele haben einen Abschluss in Linguistik, und einige arbeiten derzeit an Projekten, die durch Geheimhaltungsvereinbarungen geschützt sind.